# 43d Airlift Wing

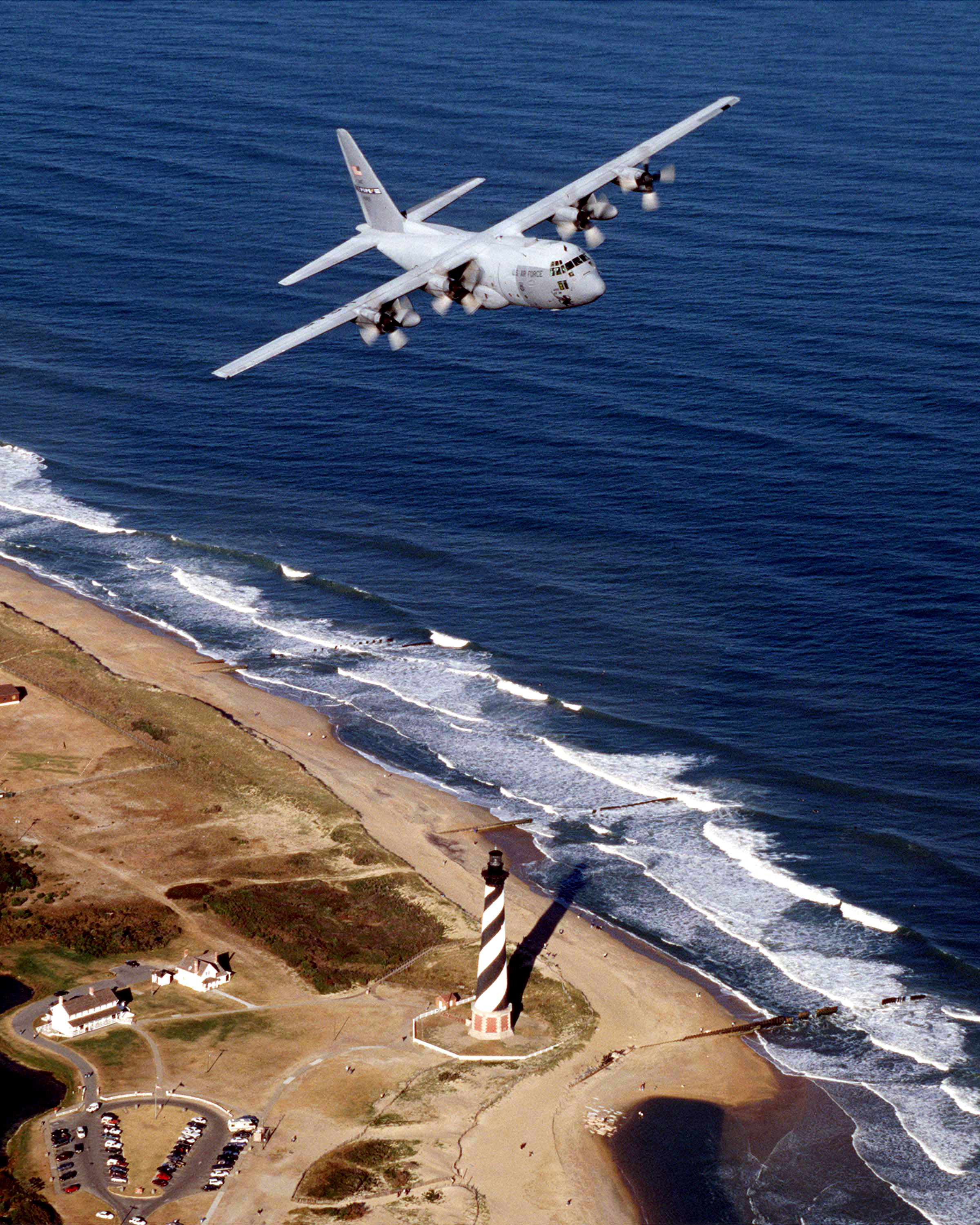
Un C-130E Hercules de l'US Air Force.

La 43d Airlift Wing est une unité de l'US Air Force créée en 1947 et stationnée en dernier lieu à Pope Field (en), à Fort Bragg, en Caroline du Nord. L'unité est chargée de fournir un soutien opérationnel, notamment le commandement et le contrôle de mission, la gestion des équipages, l'entretien, le chargement, le ravitaillement en carburant et l'approvisionnement des aéronefs. Désactivée en mars 2011, le 43rd Airlift Group (en) prend en charge les missions de la 43d Airlift Wing.